# Julián Gorospe
Julián Gorospe Artabe, né le 22 mars 1960 à Mañaria en Biscaye, est un coureur cycliste espagnol.

## Biographie
En 1977, encore junior, il remporte le titre de champion d'Espagne sur route. L'année suivante, il devient champion d'Espagne du contre-la-montre par équipes et en 1981 en catégorie amateur.
Il passe professionnel en 1982 et le reste jusqu'en 1994. Il y remporte 39 victoires.
À la fin de sa carrière, en 1997, il se retrouve à la tête de l'Équipe cycliste Euskadi puis de Euskaltel Euskadi.
Son frère, Rubén, fut également coureur cycliste professionnel.

## Palmarès

### Palmarès amateur
- 1977
  -  Champion d'Espagne sur route juniors
- 1978
  -  Champion d'Espagne du contre-la-montre par équipes juniors[n 1]
- 1980
  - Grand Prix des Nations amateurs
  - 3e de la Subida a Gorla
- 1981
  -  Champion d'Espagne du contre-la-montre par équipes[n 2]
  - Champion de Biscaye sur route
  - Prueba Loinaz
  - Bizkaiko Bira (es) :
    - Classement général
    - 3 étapes

  - Subida a Gorla
  - Memorial Valenciaga
  - Volta da Ascension :
    - Classement général
    - 3e étape

  - 1 étape du Tour de Navarre
  - San Martín Proba
  - 2e de la Prueba Alsasua
  - 3e du Tour de Navarre

### Palmarès professionnel
| - 1982 - 5eb étape du Tour du Pays basque (contre-la-montre) - 3e étape du Tour d'Aragon (contre-la-montre) - 2e du Tour du Pays basque - 3e du Tour de Castille - 3e du Tour de Catalogne - 1983 - 3eb étape de la Semaine catalane (contre-la-montre) - Tour du Pays basque : - Classement général - 5eb étape (contre-la-montre) - Trofeo Masferrer - 7eb étape du Tour de Catalogne (contre-la-montre) - 4eb étape du Tour de Burgos (contre-la-montre) - 2e de la Prueba Villafranca de Ordizia - 3e du Tour des Trois Provinces - 3e du Tour d'Aragon - 1984 - Classement général du Tour d'Andalousie - Prologue et 3e étape du Tour de Midi-Pyrénées - 14e et 18eb étapes du Tour d'Espagne (contre-la-montre) - 4e étape du Tour du Pays basque - Tour des vallées minières : - Classement général - Prologue - 2e du Tour du Pays basque - 2e du Tour de La Rioja - 6e du Tour d'Espagne - 1985 - GP Llodio - 2e de la Subida al Naranco - 2e du Tour de la Communauté valencienne - 3e du Tour de Catalogne - 1986 - Prologue du Tour des Asturies - 19e étape du Tour de France | - 1987 - Klasika Primavera - 3e étape du Tour de Galice - 2e du Tour des Asturies - 2e du Grand Prix du Midi libre - 3e du Tour d'Andalousie - 3e du Tour de la Communauté valencienne - 3e du Tour du Pays basque - 3e du Tour de La Rioja - 1988 - 4eb étape du Tour de Cantabrie - 2e du Tour de la Communauté valencienne - 3e de Paris-Nice - 3e du Tour du Pays basque - 1989 - 10e de la Classique de Saint-Sébastien - 1990 - Tour du Pays basque : - Classement général - 3e étape - 1991 - 2e de la Klasika Primavera - 3e du Tour méditerranéen - 3e du Tour de Murcie - 1992 - Trofeo Comunidad Foral de Navarra - 3e de la Clásica de Alcobendas - 8e de Paris-Nice - 1993 - Classement général du Tour d'Andalousie - Tour de la Communauté valencienne : - Classement général - 5eb étape (contre-la-montre) |  |

## Résultats sur les grands tours

### Tour de France
9 participations
- 1983 : abandon (10e étape)
- 1984 : 52e
- 1986 : 79e, vainqueur de la 19e étape
- 1987 : 83e
- 1988 : 60e
- 1989 : 62e
- 1990 : abandon (11e étape)
- 1992 : 47e
- 1993 : 74e

### Tour d'Espagne
12 participations
- 1982 : 31e
- 1983 : 12e,  maillot amarillo pendant 3 jours
- 1984 : 6e, vainqueur des 14e et 18eb étapes (contre-la-montre)
- 1985 : 11e
- 1986 : non-partant (18e étape)
- 1987 : 30e
- 1988 : 39e
- 1989 : abandon (20e étape)
- 1990 : 21e,  maillot amarillo pendant 5 jours
- 1991 : hors délais (12e étape)
- 1992 : 50e
- 1993 : 29e

### Tour d'Italie
1 participation
- 1991 : 56e